# Jogos Asiáticos de 2006
Os Jogos Asiáticos de 2006 foram a décima quinta edição do evento multiesportivo realizado na Ásia a cada quatro anos. Esta edição foi realizada em Doha, no Qatar. Entre seus mais de 9 500 atletas, estavam 6 474 homens e 3 046 mulheres.

## Processo de escolha
Em 12 de novembro de 2000, 41 membros do Conselho Olímpico da Ásia reuniram-se na cidade de Busan, na Coreia do Sul, para decidirem onde seria realizada a edição de 2006. Das cidades finalistas, Doha, Kuala Lumpur, Délhi e Victória, a indiana foi a eliminada na primeira etapa. Na fase seguinte, Doha conquistou automaticamente o direito de sediar o evento, pois havia recebido a maioria dos votos (22 dos 41). Após o processo, Malásia e China mostraram-se desapontadas com o resultado, cuja eleição foi classificada como ridícula pelo comitê malaio, que inclusive fez insinuações a respeito da economia do Qatar ter sido influência.
| Resultados das votações | Resultados das votações | Resultados das votações | Resultados das votações |
| Cidade                  | País                    | Primeira Rodada         | Segunda Rodada          |
| ----------------------- | ----------------------- | ----------------------- | ----------------------- |
| Doha                    | Qatar                   | 20                      | 22                      |
| Kuala Lumpur            | Malásia                 | 13                      | 13                      |
| Cidade de Victoria      | Hong Kong               | 6                       | 6                       |
| Delhi                   | Índia                   | 2                       | −                       |

## Revezamento da tocha e marketing

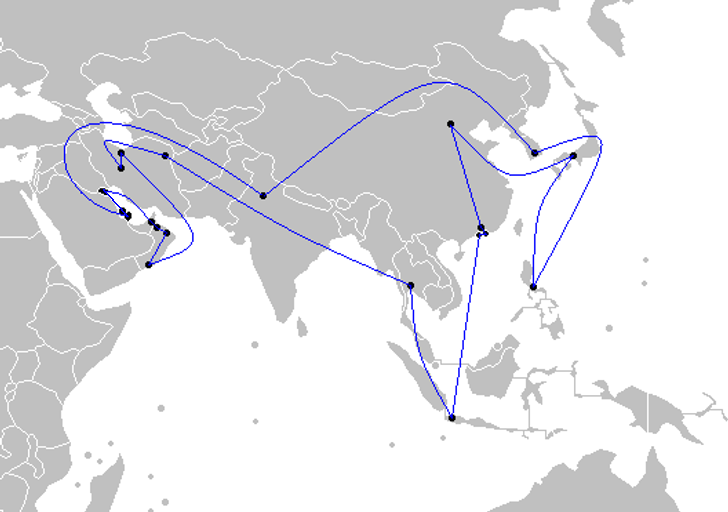
Trajeto da tocha.

A tocha dos Jogos Asiáticos de 2006 foi acesa em 8 de outubro, na cidade de Doha. A partir do dia 12, iniciou sua viagem pelo continente, passando por quatorze países (incluídos Macau e Hong Kong) até voltar ao Qatar, em 25 de novembro.
Tendo como ponto de partida a cerimônia chamada "Chama da Hospitalidade", a tocha percorreu, em ordem, as seguintes cidades:
1. Délhi
2. Busan
3. Manila
4. Hiroshima
5. Pequim
6. Macau
7. Cidade de Victoria
8. Jacarta
9. Banguecoque
10. Mashhad, Esfahan, Tehran
11. Salalah, Muscat, Sohar
12. Hatta, Sharjah, Dubai, Abu Dhabi
13. Kuwait
14. Manama

Para representar esta edição, o logotipo elaborado foi o de um atleta em movimento. A cabeça é representada pelo sol vermelho, símbolo do Conselho Olímpico da Ásia, presente em todas as edições realizadas anteriormente. Os braços, azuis, representam as ondas do Mar Vermelho. As pernas, amarelas, representam os desertos do Qatar. Como mascote dos Jogos de Doha, foi escolhido o órix Orry, que estimulava a paz, o entusiasmo, o respeito, a participação, a alegria e a compreensão entre as nações participantes deste evento.

## Países participantes
45 países participaram desta edição do evento:
| - Afeganistão - Arábia Saudita - Bangladesh - Bahrein - Brunei - Butão - Camboja - Cazaquistão - China - Coreia do Norte - Coreia do Sul - Emirados Árabes Unidos - Filipinas - Hong Kong - Índia | - Indonésia - Irão - Iraque - Iêmen - Japão - Jordânia - Kuwait - Laos - Líbano - Macau - Malásia - Maldivas - Myanmar - Mongólia - Nepal | - Omã - Palestina - Paquistão - Catar - Quirguistão - Sri Lanka - Singapura - Síria - Taipé Chinesa - Tajiquistão - Tailândia - Timor-Leste - Turquemenistão - Uzbequistão - Vietname |

## Esportes
42 modalidades formaram o programa dos Jogos:
| - Atletismo - Badminton - Basquetebol - Beisebol - Bilhar - Boliche - Boxe - Canoagem - Caratê - Ciclismo - Esgrima - Fisiculturismo - Futebol - Ginástica | - Golfe - Judô - Handebol - Hóquei - Hipismo (incluindo enduro equestre) - Kabaddi - Levantamento de peso - Lutas - Nado sincronizado - Natação - Polo aquático - Remo - Rugby - Saltos ornamentais | - Sepaktakraw - Softbol - Squash - Taekwondo - Tênis - Tênis de mesa - Tiro - Tiro com arco - Triatlo - Vela - Voleibol - Voleibol de praia - Xadrez - Wushu |

## Quadro de medalhas
País sede destacado.
| Ordem | País                   | Medalha de ouro | Medalha de prata | Medalha de bronze |       |
| ----- | ---------------------- | --------------- | ---------------- | ----------------- | ----- |
| 1     | China                  | 166             | 87               | 63                | 316   |
| 2     | Coreia do Sul          | 58              | 53               | 82                | 193   |
| 3     | Japão                  | 50              | 71               | 77                | 198   |
| 4     | Cazaquistão            | 23              | 20               | 42                | 85    |
| 5     | Tailândia              | 13              | 15               | 26                | 54    |
| 6     | Irã                    | 11              | 15               | 22                | 48    |
| 7     | Uzbequistão            | 11              | 14               | 15                | 40    |
| 8     | Índia                  | 10              | 17               | 26                | 53    |
| 9     | Catar                  | 9               | 12               | 11                | 32    |
| 10    | Taipé Chinesa          | 9               | 10               | 27                | 46    |
| 11    | Malásia                | 8               | 17               | 17                | 42    |
| 12    | Singapura              | 8               | 7                | 12                | 27    |
| 13    | Arábia Saudita         | 8               |                  | 6                 | 14    |
| 14    | Bahrein                | 7               | 10               | 4                 | 21    |
| 15    | Hong Kong              | 6               | 12               | 10                | 28    |
| 16    | Coreia do Norte        | 6               | 9                | 16                | 31    |
| 17    | Kuwait                 | 6               | 5                | 2                 | 13    |
| 18    | Filipinas              | 4               | 6                | 9                 | 19    |
| 19    | Vietname               | 3               | 13               | 7                 | 23    |
| 20    | Emirados Árabes Unidos | 3               | 4                | 3                 | 10    |
| 21    | Mongólia               | 2               | 5                | 8                 | 15    |
| 22    | Indonésia              | 2               | 3                | 15                | 20    |
| 23    | Síria                  | 2               | 1                | 3                 | 6     |
| 24    | Tajiquistão            | 2               |                  | 2                 | 4     |
| 25    | Jordânia               | 1               | 3                | 4                 | 8     |
| 26    | Líbano                 | 1               |                  | 2                 | 3     |
| 27    | Myanmar                |                 | 4                | 7                 | 11    |
| 28    | Quirguistão            |                 | 2                | 6                 | 8     |
| 29    | Iraque                 |                 | 2                | 1                 | 3     |
| 30    | Macau                  |                 | 1                | 6                 | 7     |
| 31    | Paquistão              |                 | 1                | 3                 | 4     |
| 32    | Sri Lanka              |                 | 1                | 2                 | 3     |
| 33    | Laos                   |                 | 1                |                   | 1     |
| 33    | Turquemenistão         |                 | 1                |                   | 1     |
| 35    | Nepal                  |                 |                  | 3                 | 3     |
| 36    | Afeganistão            |                 |                  | 1                 | 1     |
| 36    | Bangladesh             |                 |                  | 1                 | 1     |
| 36    | Iémen                  |                 |                  | 1                 | 1     |
| TOTAL | TOTAL                  | 429             | 422              | 542               | 1 393 |